# Alcidodes gestroi
Alcidodes gestroi es una especie de escarabajo del género Alcidodes, familia Curculionidae. Fue descrita científicamente por Pascoe en 1885.
Se distribuye por Papúa Nueva Guinea.